# Привид у латах: Синдром одинака
Привид у обладунках: Синдром одинака (яп. 攻殻機動隊 Stand Alone Complex, англ. Ghost in the Shell: Stand Alone Complex) — японський аніме-серіал, що базується на манзі Масамуне Шіро. Режисер та сценарист Кенджі Каміяма. Згодом був знятий другий сезон. Ghost in the Shell: Stand Alone Complex транслювався по телемережі Animax у 2001–2005 роках.

## Сюжет
Через кілька років після викрадення президента великої компанії, викрадач — невідомий хакер знову почав свої атаки. Поновлюється розслідування викрадення. Але хакер, відомий як The Laughing Man залишається невідомим. Розслідування проводить Дев'ятий відділ, але незабаром з'являється загроза його існування.

## Список епізодів

### Перший сезон
| №  | Назва | Дата показу       |
| -- | --- | ----------------- |
| 1  | SA: Public Security Section 9 – SECTION-9 «Kōan Kyūka SECTION-9» (公安9課 SECTION-9)                                                                              | 1 жовтня 2002     |
| 2  | SA: Runaway Evidence – TESTATION «Bōsō no Shōmei TESTATION» (暴走の証明 TESTATION)                                                                                | 8 жовтня 2002     |
| 3  | SA: A Modest Rebellion – ANDROID AND I «Sasayaka na Hanran ANDROID AND I» (ささやかな反乱 ANDROID AND I)                                                          | 15 жовтня 2002    |
| 4  | C: The Visual Device will Laugh – INTERCEPTER «Shikaku Soshi wa Warau INTERCEPTER» (視覚素子は笑う INTERCEPTER)                                                   | 22 жовтня 2002    |
| 5  | C: The Inviting Bird will Chant – DECOY «Manekidori wa Utau DECOY» (マネキドリは謡う DECOY)                                                                       | 29 жовтня 2002    |
| 6  | C: The Copycat will Dance – MEME «Mohōsha wa Odoru MEME» (模倣者は踊る MEME)                                                                                      | 5 листопада 2002  |
| 7  | SA: Idolatry – IDOLATOR «Gūzō Sūhai IDOLATER» (偶像崇拝 IDOLATER)                                                                                                 | 12 листопада 2002 |
| 8  | SA: The Fortunate Ones – MISSING HEARTS «Megumareshi Monotachi MISSING HEARTS» (恵まれし者たち MISSING HEARTS)                                                    | 19 листопада 2002 |
| 9  | C: The Man Who Dwells in the Shadows of the Net – CHAT! CHAT! CHAT! «Net no Yami ni Sumu Otoko CHAT! CHAT! CHAT!» (ネットの闇に棲む男 CHAT! CHAT! CHAT!)          | 26 листопада 2002 |
| 10 | SA: A Perfect Day for a Jungle Cruise – JUNGLE CRUISE «Mitsurin Kōro ni Uttetsuke no Hi JUNGLE CRUISE» (密林航路にうってつけの日 JUNGLE CRUISE)                   | 3 грудня 2002     |
| 11 | C: In The Forest of the Imagoes – PORTRAITZ «Aseichū no Mori de PORTRAITZ» (亜成虫の森で PORTRAITZ)                                                               | 10 грудня 2002    |
| 12 | SA: Tachikoma Runs Away; The Movie Director's Dream – ESCAPE FROM «Tachikoma no Iede, Eiga Kantoku no Yume ESCAPE FROM» (タチコマの家出 映画監督の夢 ESCAPE FROM) | 17 грудня 2002    |
| 13 | SA: Unequal Terrorist – NOT EQUAL «Unequal Terrorist NOT EQUAL» (≠テロリスト NOT EQUAL)                                                                           | 24 грудня 2002    |
| 14 | SA: Automated Capitalism – ¥€$ «Zenjidō Shihonshugi ¥€$» (全自動資本主義 ¥€$)                                                                                     | 31 грудня 2002    |
| 15 | SA: Time of the Machines – MACHINES DÉSIRANTES «Kikaitachi no Jikan MACHINES DESIRANTES» (機械たちの時間 MACHINES DESIRANTES)                                     | 7 січня 2003      |
| 16 | SA: Chinks in the Armor of the Heart – Ag2O «Kokoro no Sukima Ag2O» (心の隙間 Ag2O)                                                                               | 14 січня 2003     |
| 17 | SA: The True Reason For The Unfinished Love Affair – ANGELS' SHARE «Mikansei Love Romance no Shinsō ANGELS' SHARE» (未完成ラブロマンスの真相 ANGELS' SHARE)       | 21 січня 2003     |
| 18 | SA: Assassination Duet – LOST HERITAGE «Ansatsu no Nijūsō LOST HERITAGE» (暗殺の二重奏 LOST HERITAGE)                                                             | 28 січня 2003     |
| 19 | SA: Embraced by a Disguised Net – CAPTIVATED «Gisōmō ni Dakarete CAPTIVATED» (偽装網に抱かれて CAPTIVATED)                                                        | 4 лютого 2003     |
| 20 | C: Vanished Medication – RE-VIEW «Kesareta Kusuri RE-VIEW» (消された薬 RE-VIEW)                                                                                   | 11 лютого 2003    |
| 21 | C: Left-Behind Trace – ERASER «Okizari no Kiseki ERASER» (置き去りの軌跡 ERASER)                                                                                  | 18 лютого 2003    |
| 22 | C: Corporate Graft – SCANDAL «Gigoku SCANDAL» (疑獄 SCANDAL) | 25 лютого 2003    |
| 23 | C: The Other Side of Good and Evil – EQUINOX «Zen'aku no Higan EQUINOX» (善悪の彼岸 EQUINOX)                                                                      | 4 березня 2003    |
| 24 | C: Sunset in the Lonely City – ANNIHILATION «Kojō Rakujitsu ANNIHILATION» (孤城落日 ANNIHILATION)                                                                 | 11 березня 2003   |
| 25 | C: Smoke of Gunpowder, Hail of Bullets – BARRAGE «Shōendan'u BARRAGE» (硝煙弾雨 BARRAGE)                                                                          | 18 березня 2003   |
| 26 | C: Public Security Section 9, Once Again – STAND ALONE COMPLEX «Kōan Kyūka, Futatabi STAND ALONE COMPLEX» (公安9課,再び STAND ALONE COMPLEX)                      | 25 березня 2003   |

### Другий сезон
| №. | Назва | Дата показу      |
| -- | --- | ---------------- |
| 27 | DI: Reactivation – REEMBODY «Saikidō REEMBODY» (再起動 REEMBODY)                                                                       | 1 січня 2004     |
| 28 | DI: Well-Fed Me – NIGHT CRUISE «Hōshoku no Shimobe NIGHT CRUISE» (飽食の僕 NIGHT CRUISE)                                               | 1 січня 2004     |
| 29 | DI: Saturday Night and Sunday Morning – CASH EYE «Doyō no Yoru to Nichiyō no Asa CASH EYE» (土曜の夜と日曜の朝 CASH EYE)               | 7 лютого 2004    |
| 30 | DU: Natural Enemy – NATURAL ENEMY «Tenteki NATURAL ENEMY» (天敵 NATURAL ENEMY)                                                         | 7 лютого 2004    |
| 31 | IN: Those Who Have the Motive – INDUCTANCE «Dōki aru Monotachi INDUCTANCE» (動機ある者たち INDUCTANCE)                                 | 6 березня 2004   |
| 32 | DI: Latent Heat Source – EXCAVATION «Senzai Netsugen EXCAVATION» (潜在熱源 EXCAVATION)                                                 | 6 березня 2004   |
| 33 | DU: The Rhapsodic Melody of a Bygone Nation – 239Pu «Kyōsō wa Bōkoku no Shirabe Pu239» (狂想は亡国の調べ Pu239)                        | 3 квітня 2004    |
| 34 | DI: Vegetarian Dinner – FAKE FOOD «Soshoku no Bansan FAKE FOOD» (素食の晩餐 FAKE FOOD)                                                 | 3 квітня 2004    |
| 35 | DU: The Hope Named Despair – AMBIVALENCE «Zetsubō to Iu Na no Kibō AMBIVALENCE» (絶望という名の希望 AMBIVALENCE)                       | 1 травня 2004    |
| 36 | DI: One Angry Man – TRIAL «Ikareru Otoko TRIAL» (イカレルオトコ TRIAL)                                                                 | 1 травня 2004    |
| 37 | IN: Grass Labyrinth – AFFECTION «Kusa Meikyū AFFECTION» (草迷宮 AFFECTION)                                                             | 5 червня 2004    |
| 38 | IN: To Those Without Even a Name... – SELECON «Na mo Naki Mono e SELECON» (名も無き者へ SELECON)                                       | 5 червня 2004    |
| 39 | DI: Face – MAKE UP «Kao MAKE UP» (顔 MAKE UP)                                                                                          | 3 липня 2004     |
| 40 | DI: Beware the Left Eye – POKER FACE «Hidarime ni Ki o Tsukero POKER FACE» (左眼に気をつけろ POKER FACE)                               | 3 липня 2004     |
| 41 | DI: Afternoon of the Machines – PAT. «Kikaitachi no Gogo PAT.» (機械たちの午後 PAT.)                                                   | 7 серпня 2004    |
| 42 | IN: The Fact of Being There – ANOTHER CHANCE «Soko ni Iru Koto ANOTHER CHANCE» (そこにいること ANOTHER CHANCE)                         | 7 серпня 2004    |
| 43 | DI: Mother and Child – RED DATA «Shūkō Boshi RED DATA» (修好母子 RED DATA)                                                             | 4 вересня 2004   |
| 44 | DI: Angel's Poem – TRANS PARENT «Tenshi no Uta TRANS PARENT» (天使の詩 TRANS PARENT)                                                   | 4 вересня 2004   |
| 45 | IN: Chain Reaction of Symmetry – CHAIN REACTION «Sōtai no Rensa CHAIN REACTION» (相対の連鎖 CHAIN REACTION)                            | 2 жовтня 2004    |
| 46 | IN: Confusion at the North End – FABRICATE FOG «Hokutan no Konmei FABRICATE FOG» (北端の混迷 FABRICATE FOG)                            | 2 жовтня 2004    |
| 47 | IN: Escape in Defeat – EMBARRASSMENT «Haisō EMBARRASSMENT» (敗走 EMBARRASSMENT)                                                        | 6 листопада 2004 |
| 48 | DU: Abandoned City – REVERSAL PROCESS «Mujingai REVERSAL PROCESS» (無人街 REVERSAL PROCESS)                                            | 6 листопада 2004 |
| 49 | IN: The Day the Bridge Falls – MARTIAL LAW «Hashi ga Ochiru Hi MARTIAL LAW» (橋が落ちる日 MARTIAL LAW)                                 | 4 грудня 2004    |
| 50 | IN: Aerial Bombing of Dejima – NUCLEAR POWER «Dejima, Kūbaku NUCLEAR POWER» (出島、空爆 NUCLEAR POWER)                                 | 4 грудня 2004    |
| 51 | IN: To the Other Side of Paradise – THIS SIDE OF JUSTICE «Rakuen no Mukō e THIS SIDE OF JUSTICE» (楽園の向こうへ THIS SIDE OF JUSTICE) | 8 січня 2005     |
| 52 | IN: Return to Patriotism – ENDLESS∞GIG «Yūkoku e no Kikan ENDLESS∞GIG» (憂国への帰還 ENDLESS∞GIG)                                      | 8 січня 2005     |

## Пов'язані продукти

### Романи
Тритомний роман, який опирається на аніме-серіал і має власні історії, був написаний Фуджісаку Джюнічі і проілюстрований Накадзавою Кудзуто. Романи були видані видавництвом Tokuma Shoten, дистриб'ютор у США — Dark Horse Comics. Перший том Ghost in the Shell: Stand Alone Complex — The Lost Memory опублікований 21 січня 2004 року в Японії і 24 травня 2006 в США. Другий том Ghost in the Shell: Stand Alone Complex — Revenge of the Cold Machines опублікований 8 липня 2004 року в Японії і 26 вересня 2006 року в США. Третій том Ghost in the Shell: Stand Alone Complex — White Maze опублікований 4 лютого 2005 року в Японії і 2 січня 2007 року в США.

### Ghost in the Shell: Stand Alone Complex— Tachikoma na Hibi
Ghost in the Shell: Stand Alone Complex — Tachikoma na Hibi (яп. 攻殻機動隊 STAND ALONE COMPLEX: タチコマな日々) — міні-серіал, що був знятий як додаток до Ghost in the Shell: Stand Alone Complex.
Кожна серія триває одну хвилину і є доповненням до основної. Головні герої в серіалі — танки (тачікоми), які грають допоміжну роль в основному серіалі.